# Institut Nacional de Ciberseguretat
L'Institut Nacional de Ciberseguridad (INCIBE) és un organisme depenent del Ministeri d'Economia i Empresa d'Espanya a través de la Secretaria d'Estat per a la Societat de la Informació i l'Agenda Digital.
Té la seu oficial a la ciutat de Lleó i manté una oficina a Madrid.

## Actuació
Va ser fundat l'any 2006 amb el nom d'Institut Nacional de Tecnologies de la Comunicació (INTECO), que el 28 d'octubre de 2014 es modifica al d'INCIBE.
INCIBE té l'objectiu de desenvolupar la Societat de la Informació mitjançant la innovació i el desenvolupament de projectes relacionats amb la ciberseguretat nacional i internacional.
Ofereix informació, formació i conscienciació sobre ciberseguretat a diferents públics objectiu. Es dirigeix principalment a petites i mitges empreses des de la seva secció INCIBE CERTSI i als ciutadans a través de l'Oficina de Seguretat de l'Internauta. Només el 2022 van gestionar més de 118.000 incidències de seguretat.

## Projectes
1. SCADA LAB (Supervisory Control And Data Acquisition Laboratory)[3][4] és un projecte enfocat en el control de supervisió i adquisició de dades per a la protecció d'infraestructures crítiques.
2. CloudCERT[5] és un entorn de proves per a la realització d'exercicis d'intercanvi de informació no classificada relativa a la protecció d'infraestructures crítiques entre els agents implicats en la seva protecció.
3. ASASEC (Advisory System Against Sexual Exploitation of Children)[6] és una solució tecnològica per a la lluita contra la pornografia infantil a nivell internacional.
4. Així mateix col·labora en les adaptacions a l'Esquema Nacional de Seguretat[7]de l'Administració pública espanyola.

L'Agenda Digital Espanyola assenyala INTECO com a referència en ciberseguretat, protecció de menors a Internet i protecció de la privadesa.
Projectes ja finalitzats:
1. Accessibilitat: ha participat en la creació de normes UNE de l'Associació Espanyola de Normalització i Certificació (Aenor).
2. Promou l'estàndard XBRL[9][10]a les Administracions Públiques.